# Naturschutzgebiet Wildes Moor bei Borken
Das Naturschutzgebiet Wildes Moor bei Borken ist ein 228 Hektar umfassendes Naturschutzgebiet im Gemeindegebiet von Rothenklempenow in Mecklenburg-Vorpommern. Es befindet sich nordöstlich von Pasewalk zwischen den Ortslagen Borken und Glashütte. Das Naturschutzgebiet wurde am 26. Oktober 1983 ausgewiesen. Der Schutzzweck besteht im Erhalt eines ehemaligen Torfstichgebiets im unteren Randowbruch mit verschiedenen Verlandungsstadien. Die Flächen sind ein überregional bedeutsamer Laichplatz des Moorfrosches und weisen eine artenreiche Vogelwelt auf. Der Gebietszustand wird als gut eingeschätzt, wobei der Wasserhaushalt zu stabilisieren ist. Eine Einsichtnahme in die Schutzgebietsflächen ist von einem umgebenden Weg möglich. Eine Hinweistafel am Prahmgrabenweg informiert über die Besonderheiten des Gebiets.